# Phaegorista xanthosoma
Phaegorista xanthosoma är en fjärilsart som beskrevs av George Francis Hampson 1910. Phaegorista xanthosoma ingår i släktet Phaegorista och familjen nattflyn. Inga underarter finns listade i Catalogue of Life.